# Phoenix Suns 2021-2022

## Stagione
Quella del 2021-2022 è la 54ª stagione della franchigia, la 54ª nella NBA, la 54ª a Phoenix, così come la 29ª al Footprint Center, la loro prima stagione completa con quel nome dopo aver rilevato i diritti di denominazione della Phoenix Suns Arena precedentemente chiamata il 16 luglio 2021, durante le Finali NBA del 2021.
I Suns sono entrati nella stagione come campioni in carica della NBA Western Conference e stavano tentando di tornare alle finali NBA per il secondo anno consecutivo. Il 24 marzo, con una vittoria sui Denver Nuggets, i Phoenix Suns hanno conquistato il primo posto nella Western Conference e nella lega per la prima volta dal 2005. Con la 63ª vittoria dei Suns sui Los Angeles Lakers il 5 aprile (che li ha anche eliminati dalla contesa playoff / play-in), i Suns hanno stabilito un record di franchigia per il maggior numero di vittorie in una stagione, superando le squadre 1992-1993 e 2004-2005 con 62 vittorie.
Nei playoff, i Suns hanno sconfitto i New Orleans Pelicans in sei partite al primo turno. I Suns hanno poi affrontato i Dallas Mavericks, dove hanno perso in sette partite, diventando la terza squadra ad avere 64 o più vittorie e non raggiungere le finali della conferenza dopo i Dallas Mavericks 2006-2007 e i San Antonio Spurs 2015-2016.

## Draft
| Giro | Scelta | Giocatore      | Ruolo | Nazionalità | Università/Squadra  |
| ---- | ------ | -------------- | ----- | ----------- | ------------------- |
| 1    | 29     | Day'Ron Sharpe | C     | Stati Uniti | N. Carol. Tar Heels |

I Suns hanno accettato di scambiare la loro 29ª scelta e Jevon Carter con i Brooklyn Nets in cambio di Landry Shamet.

## Roster
| \| Pos. \| Num. \| Naz. \| Nome \| Altezza \| Peso \| Data nascita \| Provenienza \| \| ---- \| ---- \| ------------------------------------------ \| ---------------------- \| ------- \| ------ \| ------------ \| -------------------------------- \| \| C \| 22 \| Bahamas (bandiera) \| Ayton, Deandre \| 211 cm \| 113 kg \| 23-07-1998 \| Arizona \| \| C \| 18 \| RD del Congo (bandiera) \| Biyombo, Bismack \| 203 cm \| 116 kg \| 28-08-1992 \| Repubblica Democratica del Congo \| \| G \| 1 \| Stati Uniti (bandiera) \| Booker, Devin (C) \| 196 cm \| 93 kg \| 30-10-1996 \| Kentucky \| \| AP \| 25 \| Stati Uniti (bandiera) \| Bridges, Mikal \| 198 cm \| 95 kg \| 30-08-1996 \| Villanova \| \| AP \| 0 \| Stati Uniti (bandiera) \| Craig, Torrey \| 201 cm \| 100 kg \| 19-12-1990 \| USC Upstate \| \| AG \| 99 \| Stati Uniti (bandiera) \| Crowder, Jae \| 198 cm \| 107 kg \| 06-07-1990 \| Marquette \| \| P \| 4 \| Stati Uniti (bandiera) \| Holiday, Aaron \| 183 cm \| 84 kg \| 30-09-1996 \| UCLA \| \| AG \| 23 \| Stati Uniti (bandiera) \| Johnson, Cameron \| 203 cm \| 95 kg \| 03-03-1996 \| North Carolina \| \| G \| 19 \| Danimarca (bandiera) \| Lundberg, Gabriel (TW) \| 193 cm \| 92 kg \| 04-12-1994 \| Danimarca \| \| C \| 00 \| Stati Uniti (bandiera) \| McGee, JaVale \| 213 cm \| 122 kg \| 19-01-1988 \| Nevada \| \| P \| 3 \| Stati Uniti (bandiera) \| Paul, Chris (C) \| 183 cm \| 79 kg \| 06-05-1985 \| Wake Forest \| \| P \| 15 \| Stati Uniti (bandiera) \| Payne, Cameron \| 185 cm \| 83 kg \| 08-08-1994 \| Murray State \| \| P \| 2 \| Stati Uniti (bandiera) \| Payton, Elfrid \| 191 cm \| 88 kg \| 22-02-1994 \| Louisiana \| \| AG \| 20 \| Croazia (bandiera) \| Šarić, Dario \| 208 cm \| 102 kg \| 08-04-1994 \| Croazia \| \| G \| 14 \| Stati Uniti (bandiera) \| Shamet, Landry \| 193 cm \| 86 kg \| 13-03-1997 \| Wichita State \| \| AG \| 12 \| Stati Uniti (bandiera) · Uganda (bandiera) \| Wainright, Ish \| 196 cm \| 113 kg \| 12-09-1994 \| Baylor \| | Allenatore - Monty Williams Assistente/i - Randy Ayers - Mark Bryant - Bryan Gates - Jarrett Jack - Brian Randle - Michael Ruffin - Kevin Young (socio) Legenda - (C) Capitano - (FA) Free agent - (S) Sospeso - (TW) Contratto Two-way - (GL) Assegnato a squadra G League affiliata - Infortunato Roster • Transazioni · Ultima transazione: 10 aprile 2022 |                                            |                        |         |        |              |                                  |
| Pos. | Num. | Naz.                                       | Nome                   | Altezza | Peso   | Data nascita | Provenienza                      |
| C | 22 | Bahamas (bandiera)                         | Ayton, Deandre         | 211 cm  | 113 kg | 23-07-1998   | Arizona                          |
| C | 18 | RD del Congo (bandiera)                    | Biyombo, Bismack       | 203 cm  | 116 kg | 28-08-1992   | Repubblica Democratica del Congo |
| G | 1 | Stati Uniti (bandiera)                     | Booker, Devin (C)      | 196 cm  | 93 kg  | 30-10-1996   | Kentucky                         |
| AP | 25 | Stati Uniti (bandiera)                     | Bridges, Mikal         | 198 cm  | 95 kg  | 30-08-1996   | Villanova                        |
| AP | 0 | Stati Uniti (bandiera)                     | Craig, Torrey          | 201 cm  | 100 kg | 19-12-1990   | USC Upstate                      |
| AG | 99 | Stati Uniti (bandiera)                     | Crowder, Jae           | 198 cm  | 107 kg | 06-07-1990   | Marquette                        |
| P | 4 | Stati Uniti (bandiera)                     | Holiday, Aaron         | 183 cm  | 84 kg  | 30-09-1996   | UCLA                             |
| AG | 23 | Stati Uniti (bandiera)                     | Johnson, Cameron       | 203 cm  | 95 kg  | 03-03-1996   | North Carolina                   |
| G | 19 | Danimarca (bandiera)                       | Lundberg, Gabriel (TW) | 193 cm  | 92 kg  | 04-12-1994   | Danimarca                        |
| C | 00 | Stati Uniti (bandiera)                     | McGee, JaVale          | 213 cm  | 122 kg | 19-01-1988   | Nevada                           |
| P | 3 | Stati Uniti (bandiera)                     | Paul, Chris (C)        | 183 cm  | 79 kg  | 06-05-1985   | Wake Forest                      |
| P | 15 | Stati Uniti (bandiera)                     | Payne, Cameron         | 185 cm  | 83 kg  | 08-08-1994   | Murray State                     |
| P | 2 | Stati Uniti (bandiera)                     | Payton, Elfrid         | 191 cm  | 88 kg  | 22-02-1994   | Louisiana                        |
| AG | 20 | Croazia (bandiera)                         | Šarić, Dario           | 208 cm  | 102 kg | 08-04-1994   | Croazia                          |
| G | 14 | Stati Uniti (bandiera)                     | Shamet, Landry         | 193 cm  | 86 kg  | 13-03-1997   | Wichita State                    |
| AG | 12 | Stati Uniti (bandiera) · Uganda (bandiera) | Wainright, Ish         | 196 cm  | 113 kg | 12-09-1994   | Baylor                           |

## Uniformi
Il fornitore ufficiale del materiale tecnico per la stagione 2021-2022 è Nike.
- Casa

| Association |

- Trasferta

| Icon |

- Alternativa

| Statement |

## Classifiche

### Pacific Division
| Pacific Division   | V  | S  | V%   | PR   | Casa  | Trasf | Div  | PG |
| ------------------ | -- | -- | ---- | ---- | ----- | ----- | ---- | -- |
| z – Phoenix Suns   | 64 | 18 | .780 | 0,0  | 32–9  | 32–9  | 10–6 | 82 |
| x – G.S. Warriors  | 53 | 29 | .646 | 11,0 | 31–10 | 22–19 | 12–4 | 82 |
| pi – L.A. Clippers | 42 | 40 | .512 | 22,0 | 25–16 | 17–24 | 9–7  | 82 |
| L.A. Lakers        | 33 | 49 | .402 | 31,0 | 21–20 | 12–29 | 3–13 | 82 |
| Sacramento Kings   | 30 | 52 | .366 | 34,0 | 16–25 | 14–27 | 6–10 | 82 |

### Western Conference
| Western Conference | Western Conference      | Western Conference | Western Conference | Western Conference | Western Conference | Western Conference |
| #                  | Squadra                 | V                  | S                  | V%                 | PR                 | PG                 |
| ------------------ | ----------------------- | ------------------ | ------------------ | ------------------ | ------------------ | ------------------ |
| 1                  | z – Phoenix Suns *      | 64                 | 18                 | .780               | –                  | 82                 |
| 2                  | y – Memphis Grizzlies * | 56                 | 26                 | .683               | 8,0                | 82                 |
| 3                  | x – G.S. Warriors       | 53                 | 29                 | .646               | 11,0               | 82                 |
| 4                  | x – Dallas Mavericks    | 52                 | 30                 | .634               | 12,0               | 82                 |
| 5                  | y – Utah Jazz *         | 49                 | 33                 | .598               | 15,0               | 82                 |
| 6                  | x – Denver Nuggets      | 48                 | 34                 | .585               | 16,0               | 82                 |
|                    |                         |                    |                    |                    |                    |                    |
| 7                  | x – Minnesota T'wolves  | 46                 | 36                 | .561               | 18,0               | 82                 |
| 8                  | pi – L.A. Clippers      | 42                 | 40                 | .512               | 22,0               | 82                 |
| 9                  | x – N.O. Pelicans       | 36                 | 46                 | .439               | 28,0               | 82                 |
| 10                 | pi – San Antonio Spurs  | 34                 | 48                 | .415               | 30,0               | 82                 |
|                    |                         |                    |                    |                    |                    |                    |
| 11                 | L.A. Lakers             | 33                 | 49                 | .402               | 31,0               | 82                 |
| 12                 | Sacramento Kings        | 30                 | 52                 | .366               | 34,0               | 82                 |
| 13                 | Portland T. Blazers     | 27                 | 55                 | .329               | 37,0               | 82                 |
| 14                 | Oklahoma Thunder        | 24                 | 58                 | .293               | 40,0               | 82                 |
| 15                 | Houston Rockets         | 20                 | 62                 | .244               | 44,0               | 82                 |

Note:
- z – Fattore campo per gli interi playoff
- c – Fattore campo per le finali di Conference
- y – Campione della division
- x – Qualificata ai playoff
- p – Qualificata ai play-in
- e – Eliminata dai playoff
- * – Leader della division

## Risultati

### Preseason
|  | Denota le partite vinte |
|  | Denota le partite perse |

### Regular season
|  | Denota le partite vinte |
|  | Denota le partite perse |

### Play-off
|  | Denota le partite vinte |
|  | Denota le partite perse |

## Mercato

### Scambi
| 29.7.2021 | Phoenix Suns Landry Shamet                           | Atlanta Hawks Jevon Carter Diritti draft per la scelta #29 Day'Ron Sharpe |
| 10.2.2022 | Phoenix Suns Torrey Craig Considerazioni in contanti | Indiana Pacers Jalen Smith Scelta del 2º giro Draft 2022                  |
| 10.2.2022 | Phoenix Suns Aaron Holiday                           | Wash. Wizards Considerazioni in contanti                                  |

### Free Agency

#### Rinnovi
| Data       | Giocatore      | Contratto              |
| ---------- | -------------- | ---------------------- |
| 6.8.2021   | Chris Paul     | 4 anni - $ 120 milioni |
| 6.8.2021   | Cameron Payne  | 3 anni - $ 19 milioni  |
| 6.8.2021   | Abdel Nader    | 2 anni - $ 4.200.000   |
| 9.8.2021   | Frank Kaminsky | 1 anno - $ 2.239.544   |
| 17.11.2021 | Mikal Bridges  | 4 anni - $ 90 milioni  |
| 18.11.2021 | Landry Shamet  | 4 anni - $ 43 milioni  |

#### Acquisti
| Giocatore          | Contratto                                                                             | Provenienza                       |
| ------------------ | ------------------------------------------------------------------------------------- | --------------------------------- |
| Elfrid Payton      | 1 anno - $ 2.389.641                                                                  | N.Y. Knicks                       |
| JaVale McGee       | 1 anno - $ 5 milioni                                                                  | Denver Nuggets                    |
| Chandler Hutchison | Contratto Two-Way - $ 462,629                                                         | San Antonio Spurs / Wash. Wizards |
| Ish Wainright      | Contratto Two-Way - $ 462,629                                                         | Strasburgo / Toronto Raptors      |
| Emanuel Terry      | Contratto di 10 giorni secondo le norme sul disagio COVID-19                          | Stockton Kings                    |
| M.J. Walker        | Contratto di 10 giorni secondo le norme sul disagio COVID-19                          | Westch. Knicks                    |
| Paris Bass         | Due contratti di 10 giorni secondo le norme sul disagio COVID-19                      | South Bay Lakers                  |
| Bismack Biyombo    | 10 giorni / 1 anno - $1.366.392                                                       | Charlotte Hornets                 |
| Justin Jackson     | Due contratti di 10 giorni secondo le norme sul disagio COVID-19/infortuni - $205.662 | Boston Celtics / Texas Legends    |
| Gabriel Lundberg   | Contratto Two-Way - $462.629                                                          | CSKA Mosca                        |

#### Cessioni
| Giocatore          | Motivo                                                     | Nuova squadra(e)                                                |
| ------------------ | ---------------------------------------------------------- | --------------------------------------------------------------- |
| Jevon Carter       | Scambiato                                                  | Brooklyn Nets / Milwaukee Bucks                                 |
| Torrey Craig       | Free agent senza restrizioni                               | Indiana Pacers / Phoenix Suns                                   |
| Ty-Shon Alexander  | Rinuncia al contratto Two-Way                              | Virtus Bologna / Pall. Trieste                                  |
| E'Twaun Moore      | Free agent senza restrizioni                               | Orlando Magic                                                   |
| Langston Galloway  | Free agent senza restrizioni                               | G.S. Warriors / C.P. Skyhawks / Brooklyn Nets / Milwaukee Bucks |
| Chandler Hutchison | Rinuncia al contratto Two-Way                              | S. Falls Skyforce                                               |
| Emanuel Terry      | Rinuncia al contratto per difficoltà COVID-19 di 10 giorni | Stockton Kings / Orléans Loiret                                 |
| M.J. Walker        | Scadenza contratto per difficoltà COVID-19 di 10 giorni    | Westch. Knicks                                                  |
| Paris Bass         | Scadenza 2 contratti per difficoltà COVID-19 di 10 giorni  | Phoenix Suns / South Bay Lakers                                 |
| Justin Jackson     | Scadenza 2 contratti per difficoltà COVID-19 di 10 giorni  | Texas Legends / Phoenix Suns                                    |
| Jalen Smith        | Scambiato                                                  | Indiana Pacers                                                  |
| Abdel Nader        | Rilasciato                                                 | SE Melb. Phoenix                                                |
| Frank Kaminsky     | Rilasciato                                                 | Atlanta Hawks                                                   |

## Statistiche

### Statistiche di squadra
| Competizione      | In casa | In casa | In casa | In casa | In casa | In trasferta | In trasferta | In trasferta | In trasferta | In trasferta | Totale | Totale | Totale | Totale | Totale | Totale |
| Competizione      | G       | V       | P       | Ptf     | Pts     | G            | V            | P            | Ptf          | Pts          | G      | V      | P      | Ptf    | Pts    | Diff.  |
| ----------------- | ------- | ------- | ------- | ------- | ------- | ------------ | ------------ | ------------ | ------------ | ------------ | ------ | ------ | ------ | ------ | ------ | ------ |
| Stagione regolare | 41      | 32      | 9       | 4831    | 4463    | 41           | 32           | 9            | 4576         | 4331         | 82     | 64     | 18     | 9407   | 8794   | +613   |
| Playoff           | 7       | 5       | 2       | 786     | 747     | 6            | 2            | 4            | 613          | 665          | 13     | 7      | 6      | 1399   | 1412   | -13    |
| Totale            | 48      | 37      | 11      | 5617    | 5210    | 47           | 34           | 13           | 5189         | 4996         | 95     | 71     | 24     | 10806  | 10206  | +600   |

### Statistiche individuali

#### Stagione regolare
|              |    |      |    |      | Tiri da 2 | Tiri da 2 | Tiri da 2 | Tiri da 3 | Tiri da 3 | Tiri da 3 | Tiri liberi | Tiri liberi | Tiri liberi | Rimbalzi | Rimbalzi | Rimbalzi | Palle | Palle |     |      |      |       |
| Giocatore    | PG | PUN  | SF | MIN  | R         | T         | %         | R         | T         | %         | R           | T           | %           | O        | D        | T        | P     | R     | S   | FC   | Ass  | +/-   |
| ------------ | -- | ---- | -- | ---- | --------- | --------- | --------- | --------- | --------- | --------- | ----------- | ----------- | ----------- | -------- | -------- | -------- | ----- | ----- | --- | ---- | ---- | ----- |
| D. Ayton     | 58 | 997  | 58 | 1713 | 435       | 678       | 64,2      | 7         | 19        | 36,8      | 106         | 142         | 74,6        | 149      | 444      | 593      | 91    | 40    | 40  | 142  | 84   | +344  |
| P. Bass      | 2  | 6    | 0  | 7    | 2         | 4         | 50,0      | 0         | 2         | 0         | 2           | 2           | 100,0       | 2        | 2        | 4        | 2     | 1     | 0   | 2    | 0    | +2    |
| B. Biyombo   | 36 | 210  | 3  | 506  | 86        | 145       | 59,3      | 0         | 0         | 0         | 38          | 71          | 53,5        | 63       | 104      | 167      | 25    | 12    | 26  | 70   | 23   | +52   |
| D. Booker    | 68 | 1822 | 68 | 2345 | 479       | 943       | 50,8      | 183       | 478       | 38,3      | 315         | 363         | 86,8        | 45       | 297      | 342      | 162   | 77    | 26  | 180  | 329  | +469  |
| M. Bridges   | 82 | 1162 | 82 | 2854 | 343       | 546       | 62,8      | 115       | 312       | 36,9      | 131         | 157         | 83,4        | 74       | 273      | 347      | 68    | 96    | 36  | 150  | 185  | +576  |
| T. Craig     | 27 | 187  | 2  | 562  | 41        | 64        | 64,1      | 31        | 96        | 32,3      | 12          | 17          | 70,6        | 27       | 88       | 115      | 28    | 22    | 17  | 56   | 33   | +14   |
| J. Crowder   | 67 | 632  | 67 | 1886 | 90        | 179       | 50,3      | 127       | 365       | 34,8      | 71          | 90          | 78,9        | 30       | 324      | 354      | 55    | 95    | 30  | 173  | 124  | +395  |
| A. Holiday   | 22 | 149  | 1  | 358  | 35        | 88        | 39,8      | 16        | 36        | 44,4      | 31          | 33          | 93,9        | 15       | 40       | 55       | 28    | 18    | 0   | 32   | 75   | +47   |
| C. Hutchison | 6  | 4    | 0  | 22   | 1         | 2         | 50,0      | 0         | 0         | 0         | 2           | 2           | 100,0       | 0        | 5        | 5        | 4     | 0     | 0   | 1    | 2    | +15   |
| J. Jackson   | 6  | 13   | 0  | 35   | 2         | 5         | 40,0      | 3         | 9         | 33,3      | 0           | 0           | 0           | 1        | 6        | 7        | 1     | 0     | 0   | 3    | 2    | -13   |
| C. Johnson   | 66 | 822  | 16 | 1730 | 113       | 216       | 52,3      | 166       | 391       | 42,5      | 98          | 114         | 86,0        | 42       | 231      | 273      | 47    | 57    | 16  | 113  | 99   | +219  |
| F. Kaminsky  | 9  | 95   | 0  | 181  | 31        | 51        | 60,8      | 5         | 15        | 33,3      | 18          | 20          | 90,0        | 11       | 30       | 41       | 5     | 8     | 7   | 14   | 13   | +39   |
| G. Lundberg  | 4  | 13   | 0  | 44   | 2         | 11        | 18,2      | 3         | 8         | 37,5      | 0           | 0           | 0           | 2        | 5        | 7        | 3     | 3     | 0   | 7    | 11   | +19   |
| J. McGee     | 74 | 680  | 17 | 1172 | 286       | 449       | 63,7      | 2         | 9         | 22,2      | 102         | 146         | 69,9        | 163      | 333      | 496      | 98    | 22    | 81  | 181  | 42   | +120  |
| A. Nader     | 14 | 34   | 0  | 145  | 8         | 21        | 38,1      | 4         | 14        | 28,6      | 6           | 10          | 60,0        | 4        | 23       | 27       | 11    | 8     | 4   | 20   | 7    | -2    |
| C. Paul      | 65 | 958  | 65 | 2139 | 300       | 537       | 55,9      | 63        | 199       | 31,7      | 169         | 202         | 83,7        | 22       | 261      | 283      | 153   | 121   | 20  | 134  | 702  | +460  |
| C. Payne     | 58 | 626  | 12 | 1278 | 169       | 376       | 44,9      | 71        | 211       | 33,6      | 75          | 89          | 84,3        | 24       | 151      | 175      | 103   | 40    | 17  | 119  | 282  | +148  |
| E. Payton    | 50 | 150  | 1  | 549  | 63        | 157       | 40,1      | 4         | 18        | 22,2      | 12          | 32          | 37,5        | 21       | 67       | 88       | 47    | 25    | 6   | 38   | 99   | -43   |
| L. Shamet    | 69 | 573  | 14 | 1437 | 68        | 151       | 45,0      | 123       | 334       | 36,8      | 68          | 81          | 84,0        | 16       | 110      | 126      | 41    | 28    | 9   | 92   | 108  | +137  |
| J. Smith     | 29 | 175  | 4  | 382  | 54        | 98        | 55,1      | 9         | 39        | 23,1      | 40          | 52          | 76,9        | 55       | 84       | 139      | 22    | 6     | 18  | 52   | 6    | +55   |
| E. Terry     | 3  | 0    | 0  | 18   | 0         | 5         | 0         | 0         | 0         | 0         | 0           | 0           | 0           | 8        | 7        | 15       | 5     | 1     | 0   | 4    | 2    | -19   |
| I. Wainright | 45 | 108  | 0  | 359  | 22        | 45        | 48,9      | 19        | 59        | 32,2      | 7           | 12          | 58,3        | 27       | 27       | 54       | 13    | 20    | 6   | 49   | 15   | +39   |
| M.J. Walker  | 2  | 0    | 0  | 8    | 0         | 2         | 0         | 0         | 2         | 0         | 0           | 0           | 0           | 0        | 1        | 1        | 0     | 2     | 0   | 1    | 2    | -3    |
| Totale       | 82 | 9416 | –  | –    | 2630      | 4773      | 55,1      | 951       | 2616      | 36,4      | 1303        | 1365        | 79,7        | 801      | 2913     | 3714     | 1060  | 702   | 359 | 1633 | 2244 | +3070 |

#### Playoff
|              |    |      |    |     | Tiri da 2 | Tiri da 2 | Tiri da 2 | Tiri da 3 | Tiri da 3 | Tiri da 3 | Tiri liberi | Tiri liberi | Tiri liberi | Rimbalzi | Rimbalzi | Rimbalzi | Palle | Palle |    |     |     |     |
| Giocatore    | PG | PUN  | SF | MIN | R         | T         | %         | R         | T         | %         | R           | T           | %           | O        | D        | T        | P     | R     | S  | FC  | Ass | +/- |
| ------------ | -- | ---- | -- | --- | --------- | --------- | --------- | --------- | --------- | --------- | ----------- | ----------- | ----------- | -------- | -------- | -------- | ----- | ----- | -- | --- | --- | --- |
| D. Ayton     | 13 | 233  | 13 | 397 | 103       | 160       | 64,6      | 2         | 4         | 50,0      | 21          | 33          | 63,6        | 33       | 83       | 116      | 19    | 5     | 10 | 34  | 22  | -1  |
| B. Biyombo   | 9  | 25   | 0  | 86  | 11        | 17        | 64,7      | 0         | 0         | 0         | 3           | 6           | 50,0        | 8        | 11       | 19       | 6     | 1     | 2  | 13  | 5   | +15 |
| D. Booker    | 10 | 233  | 10 | 366 | 51        | 110       | 46,4      | 28        | 65        | 43,1      | 47          | 53          | 88,7        | 10       | 38       | 48       | 32    | 5     | 4  | 25  | 44  | -22 |
| M. Bridges   | 13 | 173  | 13 | 500 | 53        | 105       | 50,5      | 13        | 33        | 39,4      | 28          | 30          | 93,3        | 12       | 49       | 61       | 11    | 14    | 13 | 31  | 37  | -5  |
| T. Craig     | 9  | 20   | 0  | 69  | 5         | 12        | 41,7      | 3         | 10        | 30,0      | 1           | 2           | 50,0        | 5        | 10       | 15       | 4     | 4     | 2  | 6   | 5   | -25 |
| J. Crowder   | 13 | 122  | 13 | 383 | 23        | 42        | 54,8      | 19        | 63        | 30,2      | 19          | 26          | 73,1        | 8        | 53       | 61       | 19    | 13    | 7  | 47  | 31  | -25 |
| A. Holiday   | 6  | 21   | 0  | 20  | 3         | 7         | 42,9      | 5         | 7         | 71,4      | 0           | 1           | 0           | 3        | 0        | 3        | 0     | 3     | 1  | 1   | 9   | +30 |
| C. Johnson   | 13 | 140  | 3  | 320 | 24        | 40        | 60,0      | 22        | 59        | 37,3      | 26          | 32          | 81,3        | 9        | 37       | 46       | 12    | 5     | 1  | 31  | 20  | -21 |
| J. McGee     | 12 | 81   | 0  | 133 | 35        | 49        | 71,4      | 0         | 1         | 0         | 11          | 13          | 84,6        | 16       | 32       | 48       | 9     | 3     | 5  | 27  | 7   | -7  |
| C. Paul      | 13 | 228  | 13 | 488 | 68        | 106       | 64,2      | 19        | 49        | 38,8      | 35          | 37          | 94,6        | 7        | 47       | 54       | 31    | 19    | 2  | 40  | 108 | +7  |
| C. Payne     | 13 | 54   | 0  | 172 | 17        | 44        | 38,6      | 5         | 30        | 16,7      | 5           | 6           | 83,3        | 2        | 18       | 20       | 13    | 7     | 1  | 25  | 27  | -13 |
| E. Payton    | 2  | 4    | 0  | 8   | 2         | 3         | 66,7      | 0         | 0         | 0         | 0           | 0           | 0           | 0        | 0        | 0        | 0     | 0     | 0  | 0   | 3   | +14 |
| L. Shamet    | 12 | 52   | 0  | 192 | 10        | 22        | 45,5      | 9         | 26        | 34,6      | 5           | 7           | 71,4        | 3        | 17       | 20       | 7     | 6     | 0  | 10  | 15  | -26 |
| I. Wainright | 7  | 13   | 0  | 26  | 2         | 6         | 33,3      | 3         | 6         | 50,0      | 0           | 0           | 0           | 7        | 4        | 11       | 3     | 1     | 1  | 2   | 1   | +14 |
| Totale       | 13 | 1399 | –  | –   | 407       | 723       | 56,3      | 128       | 353       | 36,3      | 201         | 246         | 81,7        | 123      | 399      | 522      | 166   | 86    | 49 | 292 | 334 | -65 |